# Ender Varinlioğlu
Ender Varinlioğlu (* in Adana) ist ein türkischer Epigraphiker.

## Leben
Ender Varinlioğlu absolvierte seine Schulausbildung am Tarsus American College in Tarsus und begann dann das Studium der Philosophie an der Universität Ankara. Hier interessierte er sich für Klassische Philologie und begann nach seinem Abschluss 1963 seine akademische Laufbahn als Assistent am Lehrstuhl für Griechische Sprache und Literatur der Universität Ankara. Auf Initiative von Ekrem Akurgal wechselte er an den Lehrstuhl für Archäologie und konzentrierte sich dort auf die Epigraphik. Mit Stipendien setzte er sein Studium in Deutschland fort. 1986 wurde er an der Universität Konya promoviert. An der Universität Ankara wurde er Dozent und 1997 zum Professor ernannt. Im selben Jahr wurde er zum Generaldirektor für Kulturdenkmäler und Museen beim türkischen Kulturministerium ernannt, trat jedoch bereits 1998 wieder von dieser Position zurück. Von 1998 bis zu seinem Ruhestand 2002 lehrte er als Professor an der Fakultät für Alte Sprachen und Kulturen der Akdeniz Üniversitesi in Antalya.
Sein Forschungsgebiet ist die antike Epigraphik Kleinasiens, insbesondere Kariens. Hier führte er auch mehrere Feldprojekte in Zusammenarbeit mit Pierre Debord von der Universität Bordeaux durch.
Verheiratet ist er mit der Klassischen Philologin Güngör Varinlioğlu, ihre Tochter ist die Archäologin Günder Varinlioğlu.

## Veröffentlichungen (Auswahl)
- Die Inschriften von Keramos (= Inschriften griechischer Städte aus Kleinasien Band 30). Habelt, Bonn 1986, ISBN 3-7749-2216-0.
- mit Pierre Debord (Hrsg.): Les hautes terres de Carie. Ausonius, Bordeaux 2001.
- mit Pierre Debord: Cités de Carie. Harpasa, Bargasa, Orthosia dans l’antiquité. Presses Universitaires de Rennes, Rennes 2010, ISBN 978-2-7535-1131-6.
- mit Pierre Debord (Hrsg.): Hyllarima de Carie. Etat de la question. Ausonius, Bordeaux 2018.
- The Greek Inscriptions in the Museum of Uşak. Ege Yayınları, Istanbul 2023.